# Lophocaterinae
Lophocaterinae es una subfamilia de escarabajos, polífagos perteneciente a la familia Trogossitidae.

## Géneros
Ancyronini
- Ancyrona - Grynoma - Latolaeva - Leptonyxa - Neaspis - †Sinosoronia

Decamerini
- Antixoon - Decamerus - Diontolobus - Ostomodes

Lophocaterini
- Eronyxa - Grynocharina - Grynocharis - Indopeltis - Lophocateres - Lycoptis - Peltonyxa - Promanus - Trichocateres -  †Peltocoleops - †Promanodes